# Listă de oameni de știință adepți ai creării Universului de către Dumnezeu
Aceasta este o listă de oameni de știință notabili care s-au declarat adepți ai creării Universului de către Dumnezeu (așezați în ordine alfabetică):

## A
- Niels Henrik Abel[1] (1802 - 1829) , matematician norvegian
- Sir William de Wiveleslie Abney[1] (1843–1920) astronom englez, chimist și fotograf
- John Couch Adams[2] (1819–1892), matematician și astronom englez, co-descoperitor al planetei Neptun
- Louis Agassiz[3][1] (1807–1873), naturalist, geolog și profesor american de origine elvețiană
- Maria Gaetana Agnesi[1] (1718 - 1799), femeie-matematician, lingvist și filozof italiană
- Georgius Agricola[2] (1494-1555), om de știință german, este considerat părintele mineralogiei.
- William F. Albright[1] (1891-1971), arheolog american
- Thomas Anderson[1] (1819–1874), chimist scoțian

## B
- Francis Bacon[4][5] (1561–1626) filosof englez, a introdus metoda științifică.
- Roger Bacon[2] (1214–1294), filosof englez, om de știință, a promovat metoda experimentală
- Isaac Barrow[2] (1630–1677), matematician, filolog și teolog englez; a contribuit la dezvoltarea calculului modern
- Benjamin Smith Barton (1766–1815) botanist; naturalist și fizician american
- Sir Charles Bell (1774–1842), anatomist, chirurg, fiziolog și teolog scoțian.
- George Boole[2] (1815–1864), matematician, logician și filozof britanic.
- Robert Boyle[2] (1627–1691), fizician, chimist și inventator irlandez.
- James Bradley[2] (1693–1762), astronom englez
- Thomas Bradwardine[2] (1290?-1349), om de știință englez, matematician, teolog
- Tycho Brahe (1545–1601)[6], astronom și matematician danez
- Sir David Brewster[2] (1781—1868), fizician scoțian; cunoscut pentru studii în domeniul reflexiei, polarizării și difracției luminii.
- William Buckland (1784–1856), geolog și paleontolog englez; primul care a realizat o descriere științifică a unei fosile de dinozaur
- Thomas Burnet (1635?–1715) geolog englez

## C
- George Washington Carver (1864-1943), botanist, chimist și agronom american.
- Augustin Louis Cauchy[2] (1789-1857), matematician francez
- Thomas Chalmers (1780–1847), matematician scoțian și economist
- Walter Charleton (1619–1707), scriitor și savant englez
- Nicolaus Copernic (1473–1543)[6][7]
- Nicolaus Cusanus[2] (1401–1464), învățat german, savant multilateral, filosof și teolog, jurist, astronom și matematician
- Georges Cuvier (1769–1832), zoolog și paleontolog francez, considerat unul din cei mai mari oameni de știință ai secolului al XIX-lea

## D
- John Dalton (1766–1844), fizician și chimist englez; părintele teoriei atomiste moderne
- John William Dawson (1820–1899), geolog
- James Dwight Dana (1813–1895), geolog englez; pionier al studierii formării munților, a activităților vuclanice
- Humphrey Davy (1778–1829), inventator și chimist englez; a descoperit metalele: calciu, sodiu, bariu și metaloidul bor
- Jean-André Deluc (1727 –1817) geolog elvețian și meteorolog.
- William Derham (1657–1735) filosof englez, contribuții în ecologie; a dat o primă estimare acceptabilă a vitezei sunetului
- Douglas Dewar (1875–1957) ornitolog britanic
- Pierre Duhem[2] (1861-1916), chimist, istoric și filosof al științei francez
- Timothy Dwight IV (1752–1817), academician american

## E
- Arthur Eddington[2] (1882–1944), astrofizician britanic
- Jonathan Edwards[8] (1703–1758) (1703–1758), scriitor, fizician, teolog american
- Leonhard Euler (1707–1783), matematician și fizician elvețian[9][2]

## F
- Jean Henri Fabre (1823-1915), entomolog francez
- Michael Faraday (1791–1867), fizician și chimist englez; contribuții majore în electromagnetism
- John Flamsteed (1646-1719), astronom englez
- Dietrich von Freiberg[2] (1250?–1310?), teolog german și fizician
- John Ambrose Fleming[10] (1849–1945), inginer și fizician englez, specialist în electricitate, cunoscut pentru inventarea în 1904 a primului tub electronic
- Augustin-Jean Fresnel[2] (1788–1827), fizician francez, inventatorul lentilelor Fresnel

## G
- Galileo Galilei[6] (1564–1642), fizician, astronom
- James Glaisher (1809–1903), meteorolog și aeronaut englez
- Sir Joseph Henry Gilbert (1817–1901), chimist englez; aplicații ale chimiei în agricultură
- Robert Grosseteste[2] (1175–1253), om de stat englez, filosof, teolog, om de știință
- Philip Henry Gosse[2] (1810–1888), naturalist englez
- Asa Gray[2](1810–1888), botanist american
- Nehemiah Grew (1641–1712) botanist și fiziolog englez
- Francesco Maria Grimaldi[2] (1618–1663), matematician și fizician italian
- Arnold Henry Guyot[11] (1807-1884), geolog și geograf elvețiano-american

## H
- John Harris (1666–1719), scriitor și matematician englez
- William Harvey[6] (1578–1657), medic englez, celebru pentru faptul că  a elaborat teoria exactă a circulației sanguine
- Jan Baptista van Helmont[2] (1579/80-1644), alchimist, chimist, medic și fiziolog flamand
- Joseph Henry (1797-1878), om de știință american ce a descoperit inducția electromagnetică independent și aproape concomitent cu britanicul Michael Faraday (1791-1867)
- John Herschel[2] (1792–1871), matematician, astronom și chimist englez, fiul lui William Herschel
- William Herschel (1738–1822), astronom, inventator și muzician britanic de origine germană; a descoperit planeta Uranus
- Edward Hitchcock (1793–1864), geolog american
- Robert Hooke (1635–1703)[6]
- William Huggins (1824–1910), astronom englez, pionier al spectroscopiei astronomice
- Christian Huygens (1629–1695)[6]
- John Hutchinson (1674–1737) scriitor și naturalist englez

## J
- James Prescott Joule (1818–1889), fizician englez, contribuții majore în termodinamică

## K
- Howard Atwood Kelly (1858–1943), ginecolog american
- Johannes Kepler[12] (1571–1630) matematician, astronom și naturalist german
- John Kidd, M.D. (1775–1851); fizician, chimist și geolog englez
- William Kirby (1759–1850), entomolog englez
- Athanasius Kircher (1601–1680), om de știință german; inventator; lucrări importante în domeniile studiilor orientale, geologiei și medicinei
- Richard Kirwan (1733—1812), geolog irlandez, chimist, meteorolog și mineralog; a pus bazele metodelor folosite și azi ale chimiei analitice; a inițiat metoda modernă de clasificare a mineralelor după compoziția lor chimică
- Ewald Georg von Kleist[2](1700–1748), jurist, cleric luteran și fizician german

## L
- Antoni van Leeuwenhoek[2] (1632–1723), biolog olandez, inventatorul microscopului
- Gottfried Wilhelm von Leibniz (1646–1716), filozof și matematician german
- Georges Lemaître [2][13] (1894-1966), preot și fizician belgian
- Paul Lemoine (1878–1940), geolog francez
- Joseph Lister (1827–1912), chirurg englez; creatorul asepsiei
- Carl Linné[2] (1707–1778) , botanist, medic și zoolog suedez, considerat părintele taxonomiei și tatăl ecologiei moderne.

## M
- Frank Lewis Marsh (1899-1992), biolog american
- Increase Mather (1639–1723) astronom, politician american
- Cotton Mather (1663–1728) fizician american
- Matthew Fontaine Maury (1806–1873), pionier al hidrografiei și unul dintre fondatorii oceanografiei.
- James Clerk Maxwell (1831–1879), fizician scoțian; ecuații ce descriu legile de bază ale electrotehnicii
- Gregor Mendel (1822–1884), călugăr augustinian și cercetător științific, cunoscut ca fondator al geneticii.
- Samuel Miller (1769–1850), teolog american
- Edward Morley[2] (1838-1923), chimist și fizician american
- Jedidiah Morse (1761–1826) geograf american, tatăl inventatorului Samuel Morse
- Samuel Morse (1791–1872), inventator american

## N
- Isaac Newton (1642–1727), om de știință englez, alchimist, teolog, mistic, matematician, fizician și astronom[14]

## O
- Nicole Oresme[2] (1320–1382), filosof francez, scriitor, om de știință
- Richard Owen (1804–1892), biolog și paleontolog englez; a inventat termenul „Dinozaur”

## P
- James Parkinson (1755–1824), geolog englez
- Louis Pasteur (1822–1895), om de știință francez, pionier în domeniul microbiologiei
- Sir William Petty (1623–1687), om de știință englez, economist și filozof;  a contribuit la dezvoltarea statisticilor economice
- Blaise Pascal[2][15] (1623–1662), matematician, fizician și filosof francez
- James Bell Pettigrew (1834–1908), naturalist scoțian
- John Philoponus[2] (490–570), filosof bizantin, unul dintre primii comentatori creștini ai lui Aristotel
- William Prout (1785–1850), chimist englez, fizician și teolog; (Ipoteza lui Prout)

## R
- William Ramsay (1852–1916), chimist scoțian, laureat al Premiului Nobel pentru chimie 1994
- William Mitchell Ramsay (1851–1939), arheolog scoțian
- Sir Henry Rawlinson (1810–1895), arheolog britanic
- John Ray[16][17] (1627–1705), savant englez, considerat părintele Istoriei naturale
- Bernhard Riemann (1826–1866), matematician german, contribuții în analiza matematică și geometria diferențială
- Henry Darwin Rogers (1808–1866), geolog american
- Peter Mark Roget (1779–1869) fizician englez, fiziolog, naturalist și lexicograf

## S
- Archibald Sayce (1845–1933), arheolog și lingvist britanic, pionier al asiriologiei
- Adam Sedgwick[2] (1785–1873), geolog; fondatorul geologiei moderne
- Benjamin Silliman (1779–1864), chimist american
- James Young Simpson (1811–1870), medic scoțian, a descoperit proprietățile anestezice ale cloroformului
- Arthur Rendle-Short (1885–1953), chirurg englez
- Charles Piazzi Smyth (1819–1900), astronom scoțian
- Nicolas Steno[2] (1638–1686), anatomist danez, geolog, preot și episcop catolic. Este considerat părintele geologiei și stratigrafiei
- Balfour Stewart (1828–1887), fizician
- Charles Milton Altland Stine (1882–1954), chimist american
- Sir George Gabriel Stokes (1819–1903); matematician și fizician irlandez; contribuții majore în dinamica fluidelor
- John Strutt, Lord Rayleigh (1842–1919), fizician englez, laureat al Premiului Nobel pentru Fizică în 1904

## T
- Peter Guthrie Tait (1831–1901), matematician scoțian
- William Thomson (1824–1907), fizician britanic[18]

## V
- Rudolph Virchow (1821–1902); medic și patolog german, fondator al patologiei celulare

## W
- William Whewell (1794–1866), matematician și filozof englez
- John Woodward (1665–1728), naturalist și geolog englez
- John Wilkins (1614–1672), savant englez
- William Whiston (1667–1752), istoric, matematician, geolog englez
- George Frederick Wright[19] (1838–1921), geolog american

## Y
- Thomas Young[2] (1773-1829), om de știință englez; contribuții notabile în mecanică, fiziologie, muzică